# Crazy for You
Crazy for You er en musical med manuskript af Ken Ludwig, sangtekster af Ira Gershwin og musik af George Gershwin. Markedsført som  “Den nye Gershwin Musical Komedie”, er den stort set baseret på sangskriverteamets produktion fra 1930, Girl Crazy, og inkluderer også sange fra mange andre produktioner. Crazy for You blev opført på Broadway første gang i 1992, og modtog samme år en Tony Award for Best Musical.

## Produktionen
Broadway-produktionen blev instrueret af Mike Ockrent og koreograferet af Susan Stroman. Efter ti forpremierer, åbnede forestillingen på Shubert Theatre den 19. februar 1992 og spillede 1.622 gange. West End-produktionen, instrueret af  Ockrent, koreograferet af Stroman, åbnede på Prince Edward Theatre den 3. marts 1993 og spillede i næsten tre år. 
I Danmark spillede forestillingen på Det Ny Teater i København fra 1997-1998 og på  Aarhus Teater. I 2009 markerede Crazy For You Nyborg Voldspils 70 års jubilæum og i efteråret 2013 den den opført på  Det Ny Teater.

## Musicalens sange
| 1. Akt - Overture - K-ra-zy for You (fra Treasure Girl) - I Can't Be Bothered Now (fra A Damsel in Distress) - Bidin' My Time (fra Girl Crazy) - Things Are Looking Up (fra A Damsel in Distress) - Could You Use Me (fra Girl Crazy) - Shall We Dance? (fra Shall We Dance) - Entrance to Nevada (Bronco Busters) - Someone to Watch Over Me (fra Oh, Kay) - Slap That Bass (fra Shall We Dance) - Embraceable You (fra Girl Crazy) - Tonight's the Night (Tekst af Gus Kahn og Ira Gershwin) - I Got Rhythm (fra Girl Crazy) Skabelon:Col-pause 2. Akt - The Real American Folk Song Is a Rag (fra Ladies First) - What Causes That? (fra Treasure Girl) - Naughty Baby (Musik af Desmond Carter) - Stiff Upper Lip (fra A Damsel in Distress) - They Can't Take That Away from Me (fra Shall We Dance) - But Not For Me (fra Girl Crazy) - But Not for Me (Reprise) - New York Interlude (Concerto in F) - Nice Work If You Can Get It (fra A Damsel in Distress) - Bidin' My Time (Fransk Reprise) - Things Are Looking Up (Reprise) - Finale |

## Synopsis
1. akt åbner backstage på Zangler Teatret i New York i 30`erne. Zangler ensemblet er ifærd med sæsonens sidste forestilling, og Tess, danse instruktøren, forsøger at undslippe den gifte Bela Zanglers flirten. Bobby Child, søn af en rig bank-familie, er backstage og håber på at få en audition hos Hr. Zangler. Bobby performer ’Crazy For You’, men imponerer ikke Zangler, efter at have landet på Zanglers tå under den sidste del af dansen. Afvist og skuffet går Bobby udenfor.
Her møder Bobby to kvinder: Irene, den velhavende kvinde han har været forlovet med i fem år, og hans mor, som forlanger at Bobby skal lave en presserende bankforretning for hende. Han skal straks rejse til Deadrock, Nevada for at lukke et gældsramt teater. Mens de to kvinder skændes om ham, dagdrømmer Bobby at han danser med Zangler ensemblets dansepiger og istemmer i en eksplosiv udgave af ’I Can’t Be Bothered Now’. Tilbage fra dagdrømmen beslutter Bobby sig for at flygte til Nevada.
Da Bobby ankommer til Deadrock, er det tydeligt at kulminebyen har set bedre dage. Byens mænd, som er cowboys, synger ’Bidin’ My Time’ langsommeligt og drævende. Det lukningstruede teaters ejer, Everett Baker, modtager et brev fra New York som varsler om Gaiety Teatrets lukning. Kulissebyens eneste kvinde, Everetts datter, den ildfulde Polly Baker, sværger at hun vil hævne sig på Bobby Child hvis hun nogensinde ser ham.
Bobby som er ved at dø af tørst, ankommer til byen og forelsker sig øjeblikkeligt i Polly uden at vide hvem hun er, og udtrykker sine følelser i ’Things Are Looking Up’. Saloon-ejeren Lank Hawkins som er Pollys store beundrer, er ikke begejstret for at få en rival.
Bobby er pludselig i noget at et dilemma. Lukker han teatret, mister han sin drømmepige. Og lukker han det ikke får han sin mor på nakken og bliver måske gjort arveløs. Han får derfor den lyse ide at lave et støtteshow for at betale teatrets gæld og redde det fra lukning. Polly går med på ideen indtil hun finder ud af hvem Bobby er, nemlig bankmanden fra New York. Bobby er knust, men beslutter alligevel at gennemføre støtteshowet, forklædt som Zangler. Dybt såret, udtrykker Polly sin ensomhed i ’Someone to Watch Over Me’.
Et par dage senere dukker 10 Zangler dansepiger på ferie fra ensemblet op i ørkenen som en luftspejling. Bobby har bedt dem om hjælp til at sætte et fantastisk show op i Deadrock.
Da byens mænd ser danserne, kommer der pludselig liv i den søvnige by. Samtidig, til Bobbys fortrydelse, dukker hans forlovede Irene pludselig op, og truer med at afsløre Bobbys dobbeltspil. Og Polly har i mellemtiden forelsket sig i Bobby’s udgave af Zangler. Hun udtrykker sin kærlighed til Zangler i sangen ’Embraceable You’.
På premiereaftenen bliver alle skuffede over at de eneste mennesker som kommer til byen, er de britiske turister, Eugene og Patricia Fodor som er ved at skrive en guidebog til det vilde vesten. Men skuffelsen vendes til begejstring da byen indser at showet har genoplivet den engang så søvnige mineby. De fejrer det med en begejstret udgave af ’I Got Rhythm’, mens den rigtige Zangler vakler ubemærket ind i byen.
2. akt åbner i Lank’s Saloon, hvor Bobby er ifærd med at tilstå sin kærlighed til Polly. Uheldigvis er Polly stadigvæk forelsket i den mand hun tror er Zangler. Bobby er lige ved at overbevise Polly om at det er ham som bare har imiteret Zangler, da den virkelige Zangler vakler ind i Saloonen for at finde danseinstruktøren Tess. Zangler finder Tess, men afviser hendes ønske om at producere/finansiere showet. Tess stormer ud, mens Zangler, drikker sig fuld efter mødet med den ækle by, og begræder sin vanskæbne. Forklædt som Zangler, kommer Bobby ind for at drukne sine sorger over at have mistet Polly. De to mænd opfører sig som hinandens spejlbilleder og udtrykker deres tabte kærlighed i sangen ’What Causes That’.
Imens forfører Irene Saloon ejeren Lank med sangen, ’Naughty Baby’.
Næste morgen ser Polly to Zanglere og forstår hvad der er sket. Hun giver Bobby en lussing og skrider rasende, mens byens borgere forbereder et møde på teatret for at diskutere hvad de skal stille op med showet. Bobby er opsat på at give det endnu en chance, mens Polly er mest stemt for at give op. Ægteparret Fodor råder de afviste bysbørn til at holde hovedet højt og beholde ’A Stiff Upper Lip’, som indeholder en parodi af Barrikadescenen fra Les Miserables, men ved sangens slutning, er det stadig kun Polly, Everett, Bobby og Tess som synes showet skal opsættes.
Alle forlader teatret bortset fra Bobby og Polly. Bobby gør sig klar til at rejse tilbage til New York, mens han synger om at han aldrig vil glemme hende i sangen ’They Can’t Take That Away From Me’. Polly indser for sent at hun elsker Bobby, og efter han er taget af sted, udtrykker hun sit tab i sangen ’But Not For Me’.
Imens beslutter Bela Zangler sig for alligevel at sætte stykket op som en tjeneste til Tess. De to virker som om de er forelskede igen. Selvom han havde tænkt sig at caste Bobby til hovedrollen, beslutter han at gøre Polly til showets stjerne, da han finder ud af at Bobby er rejst.
Seks uger senere tænker Bobby stadig på Deadrock, mens han arbejder i moderens bank. Til hans fødselsdag forærer hans mor ham Zangler teatret (Zangler brugte alle sine penge på opsætningen af showet i Deadrock). Selvom Bobby i starten er ellevild, indser han dog at kærligheden til Polly er meget mere værd, det synger han i ’Nice Work If You Can Get It’, og rejser tilbage til Deadrock med sin mor for at vinde Polly tilbage.
Imens har Polly besluttet sig for at tage til New York for at lede efter Bobby, som ankommer til Deadrock lige efter hun er rejst. Mens Bobby forlader scenen for at ’Wash Up’ før bilturen tilbage til New York, hvor han håber at fange Polly, ser Bobbys mor og Irene (som nu er gift med Lank) hinanden og kommer op og skændes. Everett bemærker Mrs. Child og bliver øjeblikkeligt forelsket, udtrykt i reprisen af ’Things Are Looking Up’. Hans følelser bliver gengældt og umiddelbart efter kommer Polly tilbage. Hendes bil løb tør for benzin og hun kom for sent til toget til New York.
Byens borgere udtænker en plan, og Bobby og Polly genforenes i ’Finale’.